# Burhaniye
Burhaniye est une ville et un district de la province de Balıkesir dans la région de Marmara en Turquie, elle est située sur la côte de la mer Égée et est connue pour sa production d'huile d'olive.